# Asen Wasilew
Asen Waskow Wasilew, bułg. Асен Васков Василев (ur. 9 września 1977 w Chaskowie) – bułgarski menedżer i ekonomista, minister gospodarki, energetyki i turystyki (2013), minister finansów (2021, 2021–2022, 2023–2024), wicepremier (2021–2022).

## Życiorys
Ukończył studia z zarządzania w biznesie na w ramach Harvard Business School, kształcił się też w zakresie prawa i na kursie MBA w Harvard Law School (bez uzyskania dyplomu). Od 1999 do 2004 pracował w firmie konsultingowej Monitor Group. Później był współzałożycielem i dyrektorem przedsiębiorstwa Everbread, działającego w branży biletów lotniczych. Został także wykładowcą Uniwersytetu Sofijskiego oraz założycielem centrum badań nad konkurencją. Doradzał Komisji Europejskiej w sprawach polityki transportowej, należał do rady doradczej przy prezydencie Bułgarii.
Od marca do maja 2013 był ministrem gospodarki, energetyki i turystyki w technicznym rządzie Marina Rajkowa. W maju 2021 powołany na urząd ministra finansów w przejściowym gabinecie Stefana Janewa. Sprawował go do września 2021, nie wchodząc w skład utworzonego wówczas kolejnego rządu tymczasowego i deklarując podjęcie działalności politycznej. Wraz z Kiriłem Petkowem współtworzył następnie nowe ugrupowanie pod nazwą Kontynuujemy Zmianę. W wyborach z listopada 2021 ruch ten zajął pierwsze miejsce, wprowadzając 67 posłów do Zgromadzenia Narodowego 47. kadencji; jeden z mandatów przypadł byłemu ministrowi. W grudniu 2021 objął stanowiska wicepremiera ds. funduszy europejskich oraz ministra finansów w nowo utworzonym rządzie Kiriła Petkowa. Po upadku tego gabinetu w lipcu 2022 prezydent Rumen Radew powierzył mu misję sformowania nowego rządu, która zakończyła się niepowodzeniem. W sierpniu 2022 zakończył pełnienie funkcji rządowych.
W październiku 2022 i kwietniu 2023 z powodzeniem ubiegał się o poselską reelekcję. W czerwcu 2023 ponownie został ministrem finansów, dołączając do gabinetu Nikołaja Denkowa. Stanowisko to zajmował do kwietnia 2024.
W czerwcu 2024 i październiku 2024 utrzymywał mandat deputowanego na kolejne kadencje.